# Mark MacGuigan
Mark Rudolph MacGuigan PC (* 17. Februar 1931 in Charlottetown, Prince Edward Island; † 12. Januar 1998) war ein kanadischer Jurist, Hochschullehrer und Politiker der Liberalen Partei Kanadas, der 16 Jahre Abgeordneter des Unterhauses, einige Zeit Minister sowie Richter am Bundesgerichtshof (Federal Court of Canada) war.

## Leben

### Hochschullehrer und Unterhausabgeordneter
Nach dem Schulbesuch absolvierte MacGuigan, dessen Vater Mark MacGuigan Sr. mehrere Jahre Mitglied der Legislativversammlung von Prince Edward Island war, zunächst ein Studium an der Saint Dunstan’s University, das er mit einem Bachelor of Arts (B.A.) und später mit einem Master of Arts (M.A.) beendete. Anschließend absolvierte er ein postgraduales Studium der Rechtswissenschaften an der University of Toronto, der Osgoode Hall Law School der York University sowie der Columbia University, das er 1959 mit einem Master of Laws (LL.M.) mit einer Arbeit zum Thema The modern tradition in English jurisprudence and the relationship of law and moral abschloss. Nachdem er dort 1961 auch einen Doktor der Rechtswissenschaften (J.S.D.) mit einer Arbeit zum Thema Positive law and moral law erhalten hatte, erwarb er außerdem einen Doctor of Philosophy (Ph.D.) sowie einen Doktor der Rechte (LL.D.). Danach übernahm er Professuren an der Osgoode Hall Law School der York University sowie der University of Toronto und war zeitweilig auch Dekan der Rechtswissenschaftlichen Fakultät der University of Windsor.
Bei der Unterhauswahl vom 8. November 1965 kandidierte MacGuigan im Wahlkreis Queen’s erfolglos für ein Mandat im Unterhaus und wurde dann bei der Unterhauswahl am 25. Juni 1968 für die Liberale Partei im Wahlkreis Windsor-Walkerville erstmals zum Abgeordneten gewählt. Sein Abgeordnetenmandat bekleidete er nach mehreren Wiederwahlen bis zu seinem Mandatsverzicht am 1. Juli 1984. Zu Beginn seiner Parlamentszugehörigkeit war er zwischen September 1968 und Oktober 1969 Vorsitzender des Sonderausschusses für gesetzliche Instrumentarien sowie anschließend von Oktober 1969 bis September 1972 erstmals Co-Vorsitzender des Gemeinsamen Sonderausschusses des Parlaments von Kanada für die Verfassung von Kanada.
Im Dezember 1972 übernahm er sein erstes Regierungsamt als Parlamentarischer Sekretär beim Minister für Arbeitskräfte und Einwanderung und bekleidete dieses Amt mit einer kurzen Unterbrechung bis Mai 1974, ehe er danach von September 1974 bis September 1975 Parlamentarischer Sekretär beim Arbeitsminister war. Zugleich war er vom 30. September 1974 bis zum 26. März 1979 Vorsitzender des Ständigen Unterhausausschusses für Justiz und Rechtsangelegenheiten sowie zeitgleich vom 30. September 1974 bis zum 12. Oktober 1976 auch Vorsitzender des zu diesem Ausschuss gehörenden Unterausschusses für das Strafvollzugssystem. Daneben war er von Oktober 1977 bis Oktober 1978 erneut Vorsitzender des Gemeinsamen Sonderausschusses des Parlaments für die kanadische Verfassung.

### Minister und Bundesrichter
Am 3. März 1980 wurde MacGuigan von Premierminister Pierre Trudeau als Außenminister in die 22. Regierung Kanadas berufen. In dieser übernahm er nach einer Kabinettsumbildung am 10. September 1982 die Ämter des Justizministers sowie des Generalstaatsanwalts (Attorney General) und gehörte als solcher der Regierung bis zum Ende von Trudeaus Amtszeit am 29. Juni 1984 an.
Auf dem Parteitag der Liberalen Partei am 16. Juni 1984 bewarb er sich um die Nachfolge Trudeaus als Parteivorsitzender. Im ersten Wahlgang erreichte er mit 135 Delegiertenstimmen jedoch nur den fünften Platz unter den sieben Kandidaten und zog daraufhin seine Kandidatur für den zweiten Wahlgang zurück, den John Turner mit 1862 Delegiertenstimmen (54 Prozent) klar gewann und damit neuer Vorsitzender der Liberalen Partei Kanadas wurde.
Nach seinem Ausscheiden aus Regierung und Parlament wurde MacGuigan Richter am Bundesgerichtshof (Federal Court of Canada) und war dort bis zu seinem Tod am 12. Januar 1998 in der Berufungskammer (Appeal Division) tätig.

## Veröffentlichungen
- The modern tradition in English jurisprudence and the relationship of law and moral, Thesis (LL.M.), Columbia University, 1959
- Positive law and moral law, Thesis (Jur.Sc.D.), Columbia University, 1961
- Liberalism and socialism., Mitautor Trevor Lloyd, Toronto 1964
- Jurisprudence: readings and cases, Toronto 1966
- Cases and materials on creditors' rights, Toronto 1967
- Parliamentary reform: internal impediments to enlarging the role of backbencher, 1977
- Public Legal Education in a democratic society, Charlottetown 1985
- Abortion, conscience & democracy, Toronto 1994
- An inside look at External Affairs during the Trudeau years: the memoirs of Mark MacGuigan, Autobiografie, Calgary 2002